# قائمة الميزات المزالة في ويندوز فيستا
يحتوي ويندوز فيستا على العديد من الميزات الجديدة، إلا أنه قد أُزيلت أو تغيرت فيه عدة إمكانيات وبعض البرامج التي كانت جزءًا من إصدارات ويندوز السابقة حتى نظام التشغيل ويندوز إكس بي - وتم إعادة تقديم بعضها لاحقًا في نظام التشغيل ويندوز 7 والإصدارات الأحدث.
فيما يلي قائمة بالميزات التي كانت موجودة في نظام التشغيل ويندوز إكس بي والإصدارات السابقة ولكن أُزيلت في نظام التشغيل ويندوز فيستا.

## مستكشف ويندوز
- لم تعد حقيبة ويندوز تسمح بمزامنة العناصر عبر أجهزة كمبيوتر متعددة وجهاز وسائط قابل للإزالة.
- لا يمكن لـ ويندوز "حقيبة الملفات" مزامنة الملفات أو المجلدات في المواقع المحمية بواسطة التحكم في حساب المستخدم. يؤدي هذا إلى إزالة القدرة على مزامنة العديد من المواقع.
- لم يعد تجميع العناصر حسب الاسم في واكسبلور يجمعها تحت كل حرف فردي من الحروف الأبجدية (A، B، C... Z) كما هو الحال في نظام التشغيل ويندوز اكس بي. عند استخدام جروب باي، يتم دائمًا دمج العناصر في مجموعات قليلة فقط (A-H، I-P، Q-Z). يؤدي هذا إلى إزالة القدرة على تحديد موقع العناصر حسب الحرف الأول.
- إذا لم يكن مسموحًا بإظهار الملفات المخفية في ويندوز إكسبلور، فلن يقوم شريط الحالة بالإبلاغ عن عدد الملفات المخفية الموجودة. بالإضافة إلى ذلك، إذا تم تحديد جميع العناصر داخل المجلد مرة واحدة (عن طريق الضغط على Ctrl+A أو تحديد الكل)، فلن يتم تنبيه المستخدم بتحديد الملفات المخفية.
- حتى بعد تعيين قيم قوةنسخ البيانات وحماية تحريك البيانات كما هو موثق في KB310316[1]، لا يتم الاحتفاظ بأذونات الاحتفاظ/النسخ عند استخدام ويندوز إكسبلور لنسخ الكائنات أو نقلها عبر وحدات التخزين أو داخل نفس وحدة التخزين.[2][3] يتوفر الإصلاح العاجل (KB2617058) لاستعادة قيمة Security.
- لم يعد من الممكن فرض إعادة إنشاء الصور المصغرة عن طريق النقر بزر الماوس الأيمن على الصورة وتحديد تحديث الصورة المصغرة.[4]
- تمت إزالة دعم الصور المصغرة لملفات.HTM ولغة توصيف النص الفائق (HTML) وMHT محدد موقع موحد في نظام التشغيل ويندوز فيستا.[5]
- تمت إزالة معالج الصور المصغرة لـ اكسبلور ومعالج خصائص بيانات التعريف لملفات تداخل الصوت والفيديو و (Shmedia.dll).
- لم يعد Ctrl+Enter في المجلد المحدد يفتحه في نافذة اكسبلور جديدة.

## شريط المهام

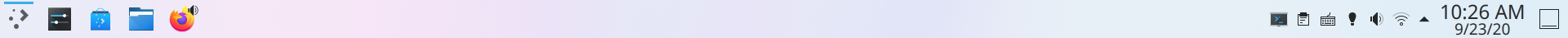
شريط المهام

- يظهر رمز الطاقة الموجود على شريط المهام فقط لأجهزة الكمبيوتر المحمولة وأجهزة الكمبيوتر المكتبية المزودة بوحدة UPS تعتمد على USB.
- لا يتيح رمز الشبكة الموجود على شريط المهام إمكانية الوصول المباشر إلى إعدادات الاتصال أو حالة الاتصال أو إعدادات جدار الحماية أو تعطيل الاتصال.
- لا يمكن تغيير حجم شريط المهام إلى ارتفاع صفري عند إلغاء القفل، مما يؤدي إلى إخفائه يدويًا (لم يتمكن المستخدمون من الاستمرار في استخدام أزرار شريط المهام بعد تغيير حجم شريط المهام إلى ارتفاع صفري عن طريق الخطأ).
- لم يعد من الممكن "سحب" أشرطة الأدوات مثل "التشغيل السريع" من شريط المهام كأشرطة صغيرة عائمة أو إرساءها على حافة أخرى من الشاشة، على الرغم من أنه يمكن سحب المجلدات الفعلية إلى حافة سطح المكتب بطريقة مماثلة. شريط اللغة هو شريط الأدوات الوحيد الذي يمكن أن يطفو على سطح المكتب.
- النقر المزدوج على أيقونة الطابعة في منطقة الإعلام أثناء الطباعة لا يفتح نافذة حالة الطابعة التي تسمح بإدارة مهام الطباعة.

## قائمة البدأ
- لا تعرض قائمة Start (ابدأ) الجديدة أو الكلاسيكية تلميحات معلومات للمجلدات المخزنة داخل Desktop.ini الخاص بالمجلد.
- تم تغيير وضع كافة البرامج إلى قائمة مضمنة قابلة للتمرير. على هذا النحو، ليس من الممكن توسيع قائمة كافة البرامج في قائمة "ابدأ" في نظام التشغيل فيستا إلى قوائم متتالية منبثقة.
- لا يمكن فتح المجلدات الفرعية الموجودة داخل قائمة "كافة البرامج" في قائمة "ابدأ" لنظام التشغيل فيستا في ويندوز إكسبلور بالنقر المزدوج قدر الإمكان باستخدام قائمة "ابدأ" في XP أو قائمة "ابدأ الكلاسيكية". كما أنها لا تتوسع تلقائيًا إذا تم تمرير الماوس فوقها (ما لم تكن تعمل في الوضع الكلاسيكي لنظام التشغيل ويندوز).
- لا يمكن الضغط باستمرار على مفتاح SHIFT أثناء النقر فوق أحد العناصر للاحتفاظ بقائمة "ابدأ" في نظام التشغيل فيستا.
- لا تسمح قائمة ابدأ لنظام التشغيل فيستا بتوسيع الاتصال بالطابعات للوصول السريع إلى اتصالات الشبكة أو أجهزة الطباعة الفاكس.
- تمت إزالة تأكيد تسجيل الخروج من قائمة "ابدأ" الكلاسيكية.

## ميزات ويندوز شل وقابلية الاستخدام الأخرى

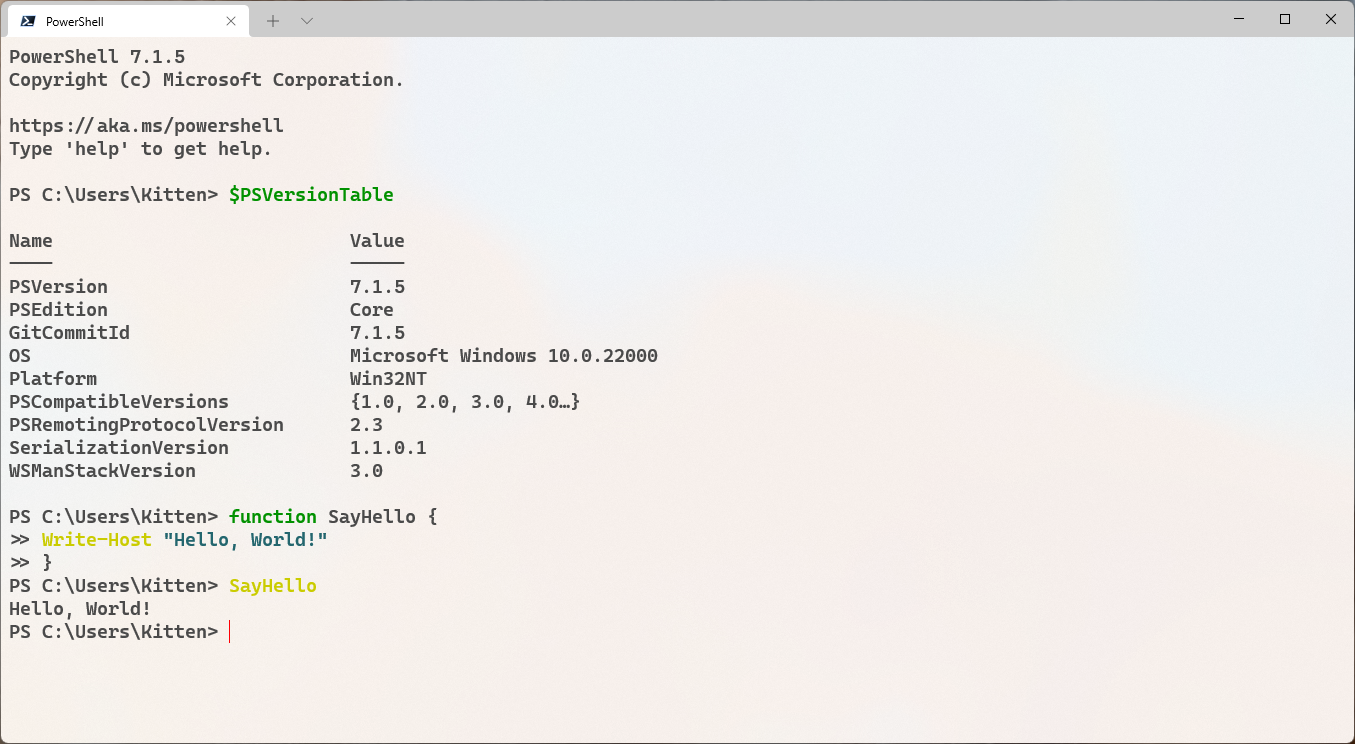
ويندوز شل

- تمت إزالة الإعداد الخاص بتكوين الحد الأقصى للحجم المخصص لسلة المحذوفات عالميًا (عبر كافة محركات الأقراص) ولا يتم دعم سياسة المجموعة المكافئة. يجب تكوين الحد الأقصى لحجم سلة المحذوفات بشكل فردي لكل محرك أقراص بالميجابايت.
- تم تعطيل بعض وظائف ملحق مساحة اسم Shell لمجلد ملفات البرامج التي تم تنزيلها والذي يستضيفآكتيف إكس. لم تعد عناصر تحكم آكتيف إكس تعرض أفعال قائمة السياق "تحديث" و"حذف" عند النقر بزر الماوس الأيمن ونتيجة لذلك، لم يعد من الممكن تحديثها أو حذفها باستخدام مجلد ملفات البرامج التي تم تنزيلها.
- لن يتم تتالي المجلدات والمجلدات الفرعية الموجودة داخل قائمة "إرسال إلى"، أي أنها ستتوسع كقوائم فرعية. ونتيجة لذلك، لا يمكن تجميع العناصر في قائمة SendTo.[6]
- لا يمكن تكوين إعدادات التشغيل التلقائي لكل جهاز تم تعيينها عالميًا.[7]
- لا يمكن إدراج الخطوط حسب التشابه بناءً على معلومات PANOSE أو إخفاء تنوعات الخطوط مثل كتابة غليظة وكتابة مائلة وما إلى ذلك في مجلد الخطوط.
- تمت إزالة خيار التبديل بين الرسوم المتحركة "Fade" بنمط ويندوز 2000 / ويندوز إكس بي للقوائم وتلميحات الأدوات والرسوم المتحركة "Scroll" بنمط ويندوز 98 / ويندوز ميلينيوم. ومع ذلك، لا يزال من الممكن التبديل بين الخيارين عن طريق تحرير التسجيل.[8]
- تم إهمال أو إزالة بعض الوظائف، مثل ويندوز شل، من خلال تنفيذ الخطافات وعمليات التصدير المسماة.[9][10]
- مضيف ويندوز سكريبت شل. لم تعد طريقة إرسال المفاتيح، بالإضافة إلى وظيفة إرسال المفاتيح في بيئات التطوير مثل فيجوال بيسك، تعمل على نظام التشغيل فيستا عند تمكين UAC. الإصدار 3.0 من. دوت نت فريموورك لحل هذه المشكلة.[11]
- لم يعد من الممكن نسخ أجزاء النص والكائنات المماثلة الأخرى من مستند، ولصقها في مجلد كملف (يُسمى كائن قصاصة الصدفة أو "اختصار المستند"، ولكنه في الواقع كائن OLE).[12]
- تمت إزالة وظيفة سطح المكتب النشط. ونتيجة لذلك، لم يعد من الممكن تعيين ملفات GIF المتحركة كخلفية لسطح المكتب. لا يمكن تشغيل أي محتوى ويب ديناميكي آخر مثل ملفات لغة توصيف النص الفائق (HTML) أو إتش تي أكسيس على سطح المكتب، على الرغم من أن ويندوز دريم سين (حصريًا لنظام التشغيل ويندوز فيستا) يسمح باستخدام مقاطع الفيديو كخلفية ويمكن تشغيل محتوى الويب الديناميكي كجزء من أدوات الشريط الجانبي.
- إن خيار سناب تو ماس لتحريك المؤشر تلقائيًا إلى الزر الافتراضي في مربع الحوار معطل في العديد من مربعات حوار النظام والتطبيقات والنوافذ في نظام التشغيل ويندوز فيستا والإصدارات الأحدث. ببساطة، لا يتحرك مؤشر الماوس أو ينجذب إلى الزر الافتراضي في عدة مربعات حوار.

## بحث

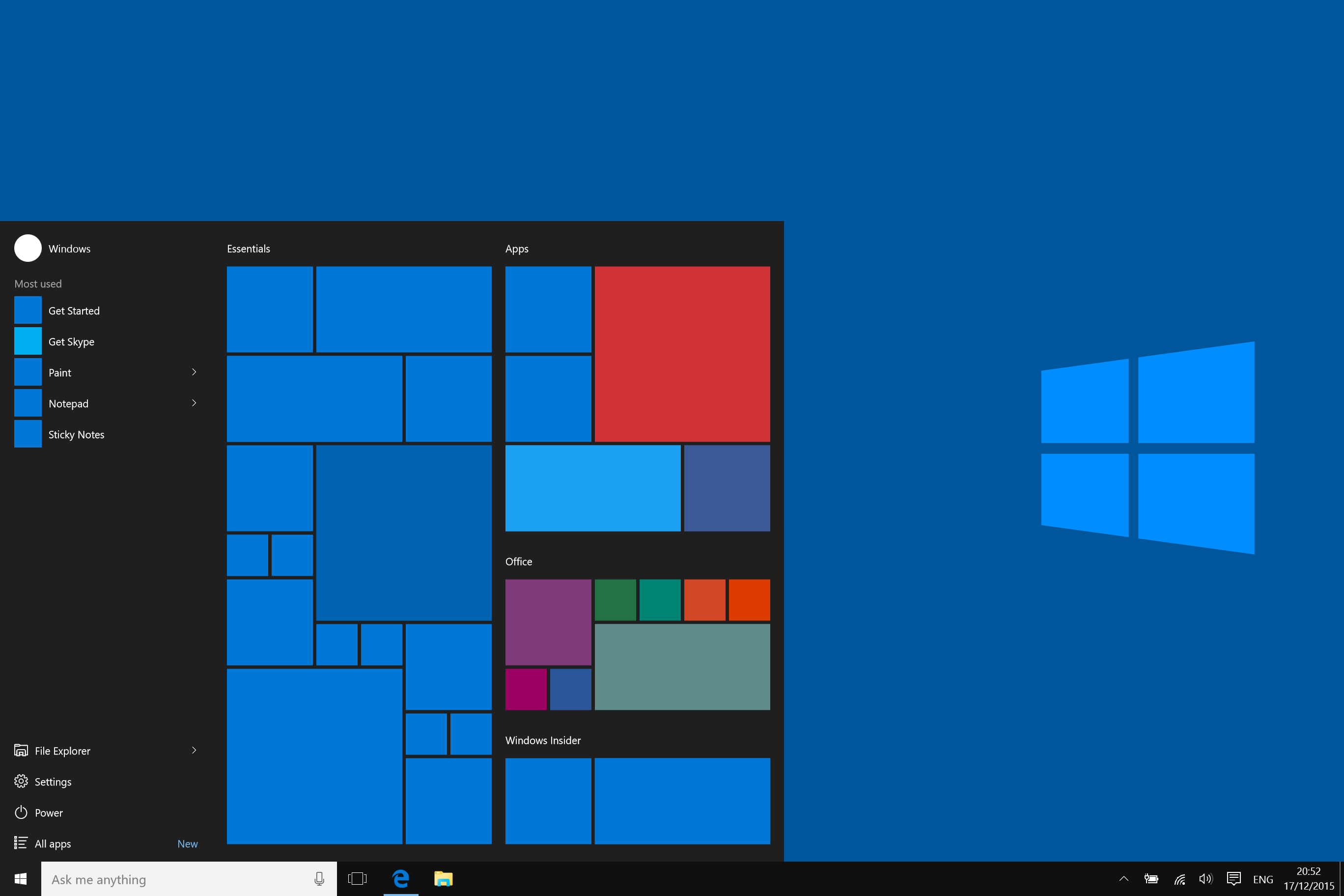
البحث في ويندوز

- على عكس ميزة البحث في نظام التشغيل ويندوز إكس بي، لا يعرض بحث ويندوز معلومات حول الموقع الذي يتم البحث فيه في شريط الحالة في ويندوز إكسبلور.
- ليس من الممكن إجراء بحث حساس لحالة الأحرف باستخدام بحث ويندوز.
- على عكس ميزة البحث في نظام التشغيل ويندوز إكس بي، لم يعد بحث ويندوز يبحث في تدفق بيانات إن تي إف إس البديل لعنصر ما.
- رفيق البحث لم يعد متوفرا.

## متصفح الإنترنت

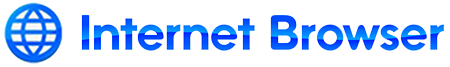
متصفح الإنترنت

- لم يعد مربع الحوار حول إنترنت إكسبلور يعرض آخر تحديث تراكمي مثبت في حقل "تحديث الإصدارات". تم تصحيح ذلك في إنترنت إكسبلورر 9 والإصدارات الأحدث.
- تتم إزالة القدرة على تخصيص تخطيط شريط الأدوات. لا يمكن إعادة ضبط موضع شريط العناوين و"شريط الأوامر".
- لم يعد إنترنت إكسبلورر متكاملاً مع ويندوز إكسبلور. ويمكن ملاحظة ذلك أيضًا في إنترنت إكسبلورر 7 على نظامي التشغيل ويندوز إكس بي ويندوز سيرفر 2003.
- تمت إزالة شريط أدوات الصورة. معظم الأوامر التي كانت موجودة على شريط الأدوات العائم هذا - حفظ الصورة، وإرسال صورة بالبريد الإلكتروني، وتعيين كخلفية، وما إلى ذلك - موجودة الآن في قائمة السياق التي تظهر عند النقر بزر الماوس الأيمن على الصورة. وينطبق هذا أيضًا على مستخدمي إنترنت إكسبلورر 7 أو أعلى على إصدارات ويندوزالمدعومة الأخرى.
- تمت إزالة المفضلة دون اتصال، وهي ميزة تقوم تلقائيًا بمزامنة صفحات الويب وتخزينها للاطلاع عليها لاحقًا عندما لا تكون متصلاً بالإنترنت، لصالح استخدام موجزات آر إس إس.[13]
- الحد الأقصى لحجم مجلد "ملفات الإنترنت المؤقتة " (ذاكرة التخزين المؤقت للملفات التي تم تنزيلها) يقتصر على 1024 ميجابايت في إنترنت إكسبلورر 7. وينطبق هذا أيضًا على إنترنت إكسبلورر 7 على إصدارات ويندوزالأخرى.
- تمت إزالة العديد من التقنيات القديمة والقليلة الاستخدام[14] دعم الرسوم المتحركة المباشرة ومعالجات بروتوكول مصدر العرض وشفرات بروتوكول طبقة المقابس الآمنة 40 بت.

## حسابات المستخدمين وتكوين winlogon.exe
- لم يعد من الممكن نقل دليل ملفات التعريف (C:\Users) بأمان إلى قسم آخر دون استخدام طرق غير مدعومة. توصي مايكروسوفت بعدم نقل مجلد ملف تعريف المستخدم. في نظام التشغيل ويندوز إكس بي، سمح ملف WinNT.sif بنقل "المستندات والإعدادات" إلى قسم آخر غير C: قبل اكتمال تثبيت ويندوز. ومع ذلك، لا يزال من الممكن إعادة توجيه المجلدات الفرعية الموجودة ضمن ملف تعريف المستخدم. يعمل ويندوز 7 على تخفيف هذه المشكلة عن طريق تقديم المكتبات التي تسمح بوضع بيانات المستخدم على قسم آخر.
- لا يدعم ونوزد انستلار وويندوز شل في نظام التشغيل ويندوز فيستا عمليات تثبيت التطبيقات لكل مستخدم دون الحاجة إلى إظهار مطالبة UAC. لقد تم تصحيح هذا في نظام التشغيل ويندوز 7.
- لم يعد وينلوج يعرض تفاصيل متطلبات سياسة تعقيد كلمة المرور بسبب إزالة GINA.
- تمت إزالة واجهة برمجة تطبيقات بيناوج لإنشاء جلسة مستخدم تفاعلية جديدة برمجيًا باستخدام وظيفة InitiateInteractiveLogon.
- على عكس نظام التشغيل ويندوز إكس بي، لم يعد بإمكان المسؤول إلغاء قفل جهاز الكمبيوتر عندما يقوم مستخدم قياسي آخر بتأمينه.
- لقد تم إهمال التخزين المحمي (PStore) وبالتالي أصبح للقراءة فقط في نظام التشغيل ويندوز فيستا. توصي Microsoft باستخدام DPAPI لإضافة عناصر بيانات PStore جديدة أو إدارة العناصر الموجودة. ومع ذلك، فإن التطبيقات الموجودة مثل Outlook 2002 التي تستخدم PStore غير قادرة على حفظ كلمات المرور نتيجة لذلك. سيفشل أي تطبيق يحاول إنشاء عناصر بيانات PStore جديدة.
- على الرغم من إمكانية تمكين تسجيل الدخول الكلاسيكي وفرض Ctrl+Alt+Del من خلال Group Policy، إلا أنه لا يمكن إظهار مطالبة تسجيل الدخول الكلاسيكية بالضغط على Ctrl+Alt+Del في شاشة الترحيب مرتين. وهذا يجعل من المستحيل تسجيل الدخول إلى حساب مستخدم مخفي أثناء تمكين شاشة الترحيب (عندما لا يتم فرض تسجيل الدخول الكلاسيكي من خلال "نهج المجموعة").
- نظرًا لإزالة تسجيل الدخول الكلاسيكي، لم تعد أسماء النطاقات موجودة على شاشة تسجيل الدخول ولا يمكن تحديدها من القائمة المنسدلة.
- تمت إزالة القدرة على تشغيل برنامج لوحة التحكم كمستخدم مختلف باستخدام Shift + النقر بزر الماوس الأيمن.
- ليس من الممكن تجاوز عناصر Autologon وStartup بالضغط على المفتاح SHIFT قبل تسجيل الدخول. يتم تجاهل قيمة التسجيل تجاهل ShiftOverride. (قد تكون هذه المشكلة خاصة بلوحات مفاتيح الناقل التسلسلي العام (USB) راجع KB977534 ،KB2526967).
- يتم دائمًا تشغيل تطبيقات 16 بت التي يتم تشغيلها بامتيازات على مستوى المسؤول في مساحة الذاكرة الخاصة بها، حتى إذا تم تشغيلها عبر "ابدأ / اشترك" في سطر الأوامر أو إذا تم تحديد علامة CREATE_SEPARATE_WOW_VDM باستخدام واجهة برمجة تطبيقات عمليه الخلق لذلك فإن الاتصال بين العمليات 16 بت يعمل فقط مع العمليات غير المتقدمة، حيث لا يزال من الممكن تكوينها لتعمل في نفس مساحة الذاكرة.
- تم استبدال ميزة RunAs الموجودة في الصدفة بميزة تشغيل كمسؤول للتحكم في حساب المستخدم. لا تسمح ميزة RunAs ببدء تشغيل شل أوامر مكافئة للمسؤول المحلي باستثناء حساب المسؤول.
- لم يعد من الممكن تشغيل إنترنت إكسبلور من موجه الأوامر الذي تم تشغيله ببيانات اعتماد بديلة باستخدام RunAs. وينطبق هذا أيضًا على إنترنت إكسبلورر 7 الذي يعمل بنظام التشغيل ويندوز إكس بي (يمكن ذلك، ولكن يجب عليك كتابة المسار الكامل للملف القابل للتنفيذ، وليس فقط IEXPLORE أو IEXPLORE.EXE).
- عند تمكين التحكم في حساب المستخدم، فإن أي عملية تبدأ بامتيازات على مستوى المسؤول لا ترث تعيينات محرك الأقراص للمستخدم الذي قام بتسجيل الدخول بشكل تفاعلي، على الرغم من استخدام نفس الحساب. يمكن أن يؤدي هذا إلى سيناريوهات حيث تتمتع العمليات التي لا تتعلق بـ UAC، ويندوز إكسبلور، بإمكانية الوصول إلى تطبيق على محرك أقراص الشبكة، ولكن لا توجد أذونات كافية لتنفيذه وعلى العكس من ذلك، تتمتع العملية التي تم رفعها بـ UAC بأذونات محلية كافية، ولكن لا يمكنها رؤية تطبيق الشبكة.
- تم استبدال مكتبة GINA ودعم المصادقة المستندة إلى GINA بموفري بيانات الاعتماد بحيث يتم نقل المكونات الإضافية للمصادقة من مساحة عملية أقصى حد ممكن من أجل توفير المزيد من الموثوقية والاتساق. وبالتالي، يجب نقل وحدات GINA التابعة لجهة خارجية إلى نموذج موفر بيانات الاعتماد. ومع ذلك، لا يسمح موفرو بيانات الاعتماد بالتخصيص الذي سمحت به GINA. على سبيل المثال، لا يدعم برمجيًا استخدام التبديل السريع بين المستخدمين.
- لم تعد حزم إعلام ينلوغن مدعومة في نظام التشغيل ويندوز فيستا.
- لا تعرض شاشة تسجيل الدخول عدد البرامج قيد التشغيل أو رسائل البريد الإلكتروني غير المقروءة عند استخدام ميزة "التبديل السريع بين المستخدمين".
- لم يعد من الممكن تغيير خلفية جميع المستخدمين. تعرض جميع الأجهزة التي تعمل بنظام التشغيل ويندوز فيستا الآن نفس الخلفية على شاشة تسجيل الدخول.
- نظرًا لمخاوف أمنية، لم يعد بالإمكان تغيير شاشة التوقف كافة المستخدمين. (كان استبدال شاشة التوقف طريقة شائعة لتصعيد الامتيازات غير المصرح بها في الإصدارات السابقة من ويندوز).
- بسبب مخاوف أمنية، لم تعد خدمات النظام قادرة على التفاعل بشكل أصلي مع سطح مكتب المستخدم في نظام التشغيل ويندوز فيستا. يعد هذا تغييرًا عن كافة إصدارات NT السابقة.
- لا يمكن حذف ملفات التعريف المتجولة المخزنة مؤقتًا مباشرة من نظام الملفات لأن هذا يجعل الحساب غير قادر على تسجيل الدخول إلى محطة العمل مرة أخرى، حتى إذا تمت إزالة الحساب أيضًا من. الطريقة الوحيدة المدعومة لحذف ملف تعريف متجول يدويًا هي عبر برنامج النظام الخاص بلوحة التحكم أو عبر الأداة المساعدة DelProf لسطر الأوامر، والتي تستخدم واجهة برمجة التطبيقات حذف الصفحة.
- لم تعد مجموعة "مشغلي تكوين الشبكة" المضمنة تقوم بتفويض الأذونات لإدارة اتصالات شبكة النظام؛ يمكن الآن استخدام الأذونات على مستوى المسؤول على مستوى النظام فقط لتحقيق ذلك. وبالتالي، يمكن للمسؤول فقط تنفيذ عمليات مثل إجراء "الإصلاح" لاتصال الشبكة.
- تمت إزالة القدرة على تغيير كلمة المرور المخزنة للمجال في أسماء المستخدمين وكلمات المرور المخزنة أثناء اتصال الكمبيوتر بمجموعة عمل.
- لا يقبل مدير بيانات الاعتماد لأسماء المستخدمين وكلمات المرور المخزنة بناء جملة <Domain>\* الذي يسمح للمستخدمين بإضافة أحرف البدل لجميع كلمات المرور في المجال.

## وحدة التحكم Win32

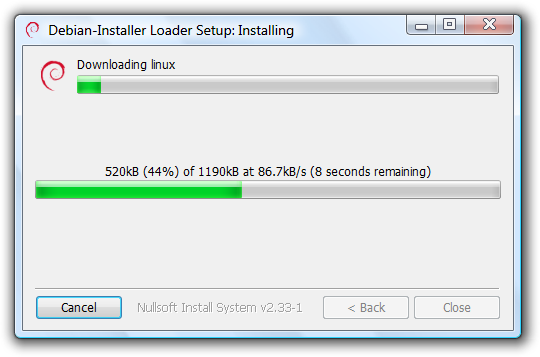
Win32

- لا يدعم نموذج برنامج تشغيل ويندوز(WDDM) عرض كافة أوضاع فيديو DOS وبالتالي لم يعد من الممكن تشغيل برامج وحدة التحكم المستندة إلى DOS وWin32 في وضع ملء الشاشة.[15] إذا تم تثبيت برامج تشغيل رسومات ويندوز إكس بي نموذج السائق (XPDM) أو إذا تم تشغيلها في الوضع الآمن، فيمكن تشغيل برامج وحدة التحكم في وضع ملء الشاشة، إلا أنها لا تدعم DWM وبالتالي ويندوز إرو.
- في الإصدارات السابقة من ويندوز، كان من الممكن حفظ إعدادات مختلفة لكل نافذة وحدة تحكم. سيسأل ويندوز المستخدم ما إذا كان يجب تطبيق الإعدادات على النافذة الحالية أو الاختصار الذي بدأ تشغيل النافذة. ومع ذلك، يقوم نظام التشغيل ويندوز فيستا بحفظ الإعدادات لجميع نوافذ وحدة التحكم دون مطالبة المستخدم.[16]
- لم يعد سحب وإفلات مجلد أو ملف في نافذة وحدة تحكم Win32 يلصق مسار المجلد أو الملف.[17] لم يعد هذا يعمل نتيجة لعزل امتيازات واجهة المستخدم.

## الرسومات
- عند استخدام ويندوز إرو، يتم تشغيل كافة تطبيقات GDI وGDI+ وتعديل المباشر في مدير نوافذ التركيب الجديد المعروف باسم مدير نوافذ سطح المكتب. تتم إعادة توجيه مسارات تقديم GDI أو تعديل المباشرمن خلال DWM ومع ذلك، لا يتم تسريع الأجهزة GDI أو تعديل المباشرعند إعادة توجيهها.
- لا تدعم مواصفات نموذج برنامج تشغيل عرض ويندوز الأوضاع الممتدة لسطح المكتب الأفقي والرأسي، أي تمديد سطح المكتب عبر شاشات متعددة.[18][19] على الرغم من أن العرض المزدوج[20] لا يزال متاحًا.[21]
- في نظام التشغيل ويندوز فيستا، لا يدعم نموذج برنامج تشغيل عرض ويندوز (WDDM) محولي عرض مختلفين. عند استخدام محولي عرض، يجب أن يستخدم كل منهما نفس برنامج تشغيل WDDM. على الرغم من أن نظام التشغيل ويندوز فيستا لا يزال يدعم برامج تشغيل XPDM، إلا أن برنامج تشغيل WDDM مطلوب لتجربة مستخدم ويندوز إرو.[22][23]
- يقيد نظام التشغيل ويندوز فيستا مقدار الذاكرة التي يمكن أن تمتلكها برامج DPMI بـ 32 ميجابايت (33554432 بايت). ينطبق القيد على برامج DPMI التي تعمل داخل NTVDM.[24] الأمر نفسه لا ينطبق على الإصدارات السابقة من ويندوز.
- بالنسبة لبعض شاشات CRT، لم يعد نظام التشغيل ويندوز فيستا والإصدارات الأحدث يدعم معدلات التحديث الأعلى من 85 هرتز.

## صوت
- تمت إزالة القدرة على اختيار جهاز أو برنامج مختلف لمركب ميدي (MIDI) بخلاف مايكروسوفت GS Wavetable SW المركب الافتراضي من واجهة المستخدم لتكوين الصوت في نظام التشغيل ويندوز فيستا. لا يمكن تحديد منفذ جهاز إخراج أو توليف ميدي (MIDI) مختلف إلا عن طريق تحرير السجل أو استخدام أدوات تكوين جهاز إخراج MIDI الافتراضي لجهة خارجية. على الرغم من تغيير جهاز إخراج ميدي (MIDI) الافتراضي، لا تستخدم كافة البرامج التي تستخدم waveOut MME توليف ميدي (MIDI) المحدد يستمرون في استخدام برنامج MS البرمجيات المركب الافتراضي. وأيضًا ليست كافة تركيبات ميدي (MIDI) متوافقة مع نظام التشغيل ويندوز فيستا والإصدارات الأحدث من وسندوز.
- نظرًا لأن موسيقى مباشرة كان يعتمد على صوت مباشرالذي لم يعد يتم تسريعه بواسطة الأجهزة في نظام التشغيل ويندوز فيستا، فإن موسيقى مباشرةأيضًا تمت محاكاته برمجيًا في نظام التشغيل ويندوز فيستا. ونتيجة لذلك، فإن تشغيل ميدي (MIDI) الذي يعتبر حساسًا جدًا لزمن الوصول والتوقيت واستخدام وحدة المعالجة المركزية يمكن أن يكون متقطعًا.
- لا يمكن تشغيل الأصوات لإشعارات البالون بعد الآن. تم تصحيح هذا جزئيًا (ولكن لم يتم تصحيحه) في ويندوز 8 وويندوز 10، عندما أصبحت إشعارات الخبز المحمص سائدة (خاصة في الحالة الأخيرة حيث تم تغيير جميع إشعارات البالون إلى إشعارات الخبز المحمص). ومع ذلك، تظل الإشعارات البالونية صامتة على نظامي ويندوز 8 وويندوز 10، حتى إذا تمت إعادة تمكينها في الأخير.
- لن يتم تشغيل الأصوات لقائمة "ابدأ الكلاسيكية" بعد الآن، على الرغم من تعيين الأصوات لأحداث "أمر القائمة" و"القائمة المنبثقة" في لوحة التحكم بالصوت.
- لا تعمل بعض الأصوات والتطبيقات SAPI 5.1 وSAPI 5.2 في نظام التشغيل ويندوز فيستا والإصدارات الأحدث. تعمل فقط الأصوات والتطبيقات المتوافقة مع SAPI 5.3.[25]
- تمت إزالة عناصر التحكم لضبط مستوى صوت كل مكبر صوت/لكل قناة من أداة مزج الصوت.
- لا يمكن تصغير نافذة التحكم في مستوى الصوت أو تغيير حجمها باستخدام Ctrl+S.
- لم يعد من الممكن النقر نقرًا مزدوجًا فوق أيقونة مستوى الصوت في منطقة الإعلام لإظهار خلاط الصوت.
- لا يتم حفظ موضع نافذة خلاط الصوت.
- في نظام التشغيل ويندوز إكس بي، سيتم "بث" الصوت بشكل أساسي إلى كافة نقاط النهاية الصوتية مرة واحدة. ومع ذلك، فإن محرك الصوت الجديد في نظام التشغيل ويندوز فيستا يغير هذا السلوك. في الأساس، يمكن إرسال الصوت فقط إلى نقطة النهاية المحددة التي حددها النظام افتراضيًا، أو التي قام المستخدم بتكوينها عبر إعداد لوحة التحكم. على الرغم من أن هذا السلوك الصوتي الجديد يوفر إمكانات منفصلة لمعالجة الإشارات الرقمية (DSP)، إلا أنه يقتصر على الحالات التي يجب فيها دفق الصوت إلى أجهزة متعددة مثل سماعات الرأس ومكبرات الصوت ومخرج HDMI إلى جهاز استقبال AV أو الصوت التناظري إلى جهاز واحد والرقمي إلى جهاز آخر.
- تمت إزالة القدرة على تخصيص صوت بدء تشغيل ويندوز، ولكن لا يزال من الممكن تخصيص أصوات تسجيل الدخول وتسجيل الخروج.
- يقوم نوافذ المركز الاعلامي بإسقاط دعم ميزات معرف المتصل وويندوز ماسنجر.
- في التطبيق الصغير للوحة التحكم بالصوت، تمت إزالة القدرة على معاينة الصوت من مربع الحوار "استعراض".
- لا يتوفر خيار تمكين أو تعطيل صوت القرص المضغوط الرقمي في خصائص محرك الأقراص المضغوطة/أقراص DVD في "إدارة الأجهزة".
- تمت إزالة القدرة على تغيير جهاز التسجيل إلى خلاط أحادي أو خلاط استريو.
- تمت إزالة العديد من الميزات من مسجل صوت ويندوز، مثل القدرة على استيراد الأصوات، أو تغيير السرعة، أو إضافة صدى، أو التشغيل في الوضع العكسي، أو إدراج الملفات أو خلطها.
- لم يعد مسجل صوت ويندوز يحفظ بتنسيق الموجة (wav) بعد الآن. بدلاً من ذلك، يتم حفظه بتنسيق مسجل صوت ويندوز (wma). في متغيرات الصفحة الرئيسية الأساسية ن N والأعمال N لنظام التشغيل ويندوز فيستا، لا يزال تنسيق الموجة مستخدمًا. سيصبح تنسيق الموجة هو التنسيق الافتراضي مرة أخرى في مسجل الصوت الخاص بنظام التشغيل ويندوز 10.
- تم الآن إهمال مكبر صوت الكمبيوتر وستتم الآن إعادة توجيه كافة البرامج التي تستخدم مكبر صوت الكمبيوتر إلى جهاز التشغيل الافتراضي الحالي بدلاً من ذلك.

## مميزات ويندوز ميديا بلاير

ويندوز ميديا بلاير

- لم يعد جزء القائمة يسمح بحذف العناصر أو تحريرها عن طريق النقر بزر الماوس الأيمن على العناصر.
- تعرض الفئات الموجودة في مكتبة المشغل مثل الموسيقى والصور ومقاطع الفيديو والتليفزيون المسجل أعمدة معلومات الوسائط المحدودة (بيانات التعريف)، ذات الصلة فقط بنوع المحتوى الخاص بها. في الإصدارات السابقة، تم عرض جميع أعمدة بيانات التعريف الممكنة لجميع أنواع الفئات.
- تمت إزالة الأزرار التي تظهر دائمًا عناصر التحكم في ملء الشاشة وإظهار قائمة التشغيل أو إخفائها أثناء وجودك في وضع ملء الشاشة وإغلاق ويندوز ميديا بلاير مباشرة من وضع ملء الشاشة.
- لا يمكن إيقاف تشغيل الفرز التلقائي في مكتبة الوسائط (على غرار الفرز التلقائي في ويندوز إكسبلور).
- لا يمكن إيقاف تشغيل التجميع. يتم دائمًا تجميع محتوى المكتبة حسب المعايير التي يتم فرزها بها.
- تمت إزالة القدرة على إضافة وسائط إلى المكتبة للبحث في الملفات المحلية أو ملفات الشبكة وإضافة الملفات الجديدة أو الملفات الموجودة بشكل انتقائي. لا يمكن إضافة الوسائط إلا من المجلدات المراقبة.
- لا يمكن دائمًا إظهار شريط تمرير البحث عند تشغيل الوسائط. يجب تمرير الماوس فوق شريط التقدم أعلى عناصر التحكم في التشغيل للكشف عن شريط تمرير البحث.
- لا يتم الاحتفاظ بترتيب الفرز في المكتبة مثل ويندوز ميديا بلاير 10 طالما أن المشغل مفتوح.
- تمت إزالة قائمة الملفات المحددة من محرر العلامات المتقدم.
- تمت إزالة الزرين التالي والسابق للتنقل عبر المرئيات.
- تمت إزالة معظم قوائم التشغيل التلقائية المضمنة افتراضيًا في ويندوز ميديا بلاير 10.
- تمت إزالة خيارات المكتبة لتكوين الإجراء الذي يجب اتخاذه عند النقر المزدوج على الملفات (إضافة إلى القائمة، تشغيل الكل، تشغيل العناصر المحددة).
- لم يعد يظهر إجمالي وقت قائمة التشغيل في قائمة التشغيل الآن أو في المكتبة دون تحديد العناصر. يتم عرضه فقط في المكتبة للعناصر المحددة.[26]
- يتم أيضًا عرض العدد الإجمالي للمسارات فقط بعد تحديد كافة المسارات. لا يظهر الحجم الإجمالي بالميجابايت في أي طريقة عرض.[26]
- تمت إزالة العرض الشجري القابل للتوسيع من جزء التنقل/الجانب الأيسر من مكتبة الوسائط.
- تمت إزالة لوحة الوصول السريع، الموجودة بجوار علامة التبويب "التشغيل الآن" في ويندوز ميديا بلاير 10 والتي تتيح تصفح المكتبة عبر قائمة منبثقة/منسدلة. وكمثال على ذلك، لا يمكن تصفح المكتبة من خلال القائمة ودون الحاجة إلى التبديل إلى عرض المكتبة.
- لا يمكن تغيير خلفية مشغل الوسائط إلى اللون الأسود. بدلاً من ذلك، تكون الخلفية عبارة عن ظل أبيض قريب من اللون الذي تم اختياره في منتقي الألوان.
- في الإصدارات السابقة من ويندوز ميديا بلاير، كان من الممكن استخدام اختصار لوحة المفاتيح "Ctrl + I" لالتقاط إطار الفيديو الذي يتم عرضه في وقت بدء الاختصار. تمت إزالة هذه الميزة لـ ويندوز ميديا بلاير 11.
- تمت إزالة أداة إدارة التراخيص المتوفرة في الإصدارات السابقة من ويندوز ميديا بلاير منذ الإصدار 11. لا يمكن عمل نسخة احتياطية من التراخيص واستعادتها.[27] يمنع هذا مستخدمي خدمات تنزيل الموسيقى من استخدام ويندوز ميديا بلاير مباشرة لإجراء نسخ احتياطي للتراخيص الخاصة بهم واستعادتها إلى كمبيوتر آخر. يجب على المستخدم الآن أن يعتمد على قدرة خدمة التنزيل على المساعدة في إعادة الحصول على هذا الترخيص. لا تدعم كافة الخدمات هذا، لذلك قد يفقد المستخدم في بعض الظروف القدرة على تشغيل الوسائط التي اشتراها للاستخدام مع ويندوز ميديا بلاير 11. على سبيل المثال، يقول ول مارت: "ملاحظة مهمة: في كثير من الحالات، لا يمكننا استبدال ملفات الأغاني والترخيص في حالة فقدانها. نقترح عليك بشدة عمل نسخة احتياطية من الموسيقى الخاصة بك عن طريق إنشاء قرص مضغوط صوتي أو أقراص مضغوطة باستخدام ويندوز ميديا بلاير 11"[28][29]
- يتضمن ويندوز ميديا بلاير 10، الذي يمكن تنزيله لنظام التشغيل ويندوز إكس بي وجزء من ويندوز إكس بي إصدار المركز الإعلامي 2005، برنامج الترميز فراونهوفر MP3 MMSMMSACM للنسخ إلى تنسيق MP3. بسبب قيود الترخيص، يتضمن ويندوز ميديا بلاير 11 وحدة فك ترميز ام بي ثري (MP3) فقط، وليس أداة ترميز ACM.[30]
- لا تتوفر إمكانية النسخ على هايمات المدمجة في ويندوز ميديا بلاير 10 في ويندوز ميديا بلاير 11.
- تمت إزالة خيار عرض نافذة الارتساء عندما تكون في وضع الجلد.
- تمت إزالة خيار تمكين دعم الصورة للأجهزة.
- لا تتوفر خيارات استخدام العارض القديم أو مازج التراكب أو عارض خلط الفيديو (VMR-7) أو وضع الجودة العالية (VMR-9) في إصدار ويندوز فيستا من ويندوز ميديا بلاير 11. يمكن لإصدار ويندوز فيستا استخدام جهاز عرض الفيديو المحسّن (EVR) فقط.
- دعم المسح المباشر أو البحث المباشر، أي القدرة على إظهار إطار الفيديو بعد البحث بالماوس أو بعد النقر بالماوس أثناء الإيقاف المؤقت غير متوفر في إصدار ويندوز ميديا بلاير 11 في نظام التشغيل ويندوز فيستا والإصدارات الأحدث ولكنه مدعوم في ويندوز ميديا بلاير 11 على نظام التشغيل ويندوز إكس بي.
- تمت أيضًا إزالة علامة تبويب التكوين المرتبطة بأنواع ملفات الوسائط من خيارات ويندوز ميديا بلاير 11 في نظام التشغيل ويندوز فيستا.
- القدرة على إزالة ويندوز ميديا بلاير 11 أو إعادة تثبيته غير موجودة لأنه مدمج مع نظام التشغيل. الاستثناء الوحيد هو الإصدارات "N" من نظام التشغيل ويندوز فيستا، والتي لا تأتي مع برنامج ويندوز ميديا بلاير المثبت مسبقًا.
- تمت إزالة ويندوز ميديا بلاير 6.4 (mplayer2.exe) كما هو الحال مع ويندوز إكس بي إصدار المركز الإعلامي 2005. تمت أيضًا إزالة إصدار MCI من ويندوز ميديا بلاير.

## مميزات دايركت اكس

دايركت اكس

- نظرًا لأن نظام التشغيل ويندوز فيستا يتميز بمكدس صوتي مُعاد كتابته ولا يرث طبقة تجريد الأجهزة للصوت التي كانت موجودة في الإصدارات السابقة من ويندوز، فلا يوجد تسريع للأجهزة لواجهات برمجة تطبيقات صوت مباشر صوت مباشر ثري دي. تتم محاكاة صوت مباشر وموسيقى مباشر بالكامل في البرامج. ونتيجة لذلك، لم يعد الصوت المسرّع للأجهزة والتخصيص المكاني ثلاثي الأبعاد في الألعاب التي تستخدم موسيقى مباشر3D مدعومًا.
- تمت إزالة وضع دايركت ثري دي المحتجز (D3DRM).[31]
- تمت إزالة اللعب المباشر.[32]
  - علاوة على ذلك، تمت إزالة اللعب المباشر الصوتي ومساعد ترجمة عوان الشبكة الخاص بـ اللعب المباشر.[33]
- تمت إزالة بعض وظائف المساهمة المباشرة (واجهة مستخدم مخطط الإجراءات) أيضًا.[34]
- تمت إزالة مركب وضع نواة الموسيقى مباشر الذي يزود مكونات الموسيقى مباشر بمؤقت عالي الدقة.[35]
- تمت إزالة دعم واجهات دايركت إكس 7 ودايركت إكس 8 لـ غيجوال بيسك في نظام التشغيل ويندوز فيستا.[33]

## ميزات الوسائط
- ويندوز إكس بي إصدار المركز الإعلامي 2005 مكونات الوسائط الرقمية مثل محول صوت ويندوز وراقصة النوافذ وصنع تسمية القرص المضغوط لنظام التشغيل ويندوز وبلس تمت إزالة شاشات التوقف وأسطح ويندوز ميديا بلاير والمرئيات.
- تمت إزالة دعم محتوى الفيديو من الحصول على صورة ويندوز لنظام التشغيل ويندوز فيستا لصالح واجهة برمجة تطبيقات الأجهزة المحمولة ويندوزالأحدث. ونتيجة لذلك، فإن إصدار ويندوز فيستا من ويندوز موفي ميكر أو برامج التقاط الفيديو التناظرية الأخرى التي تستخدم WIA لم تعد تدعم استيراد أو دفق أو التقاط الفيديو التناظري عبر الناقل التسلسلي العام (USB) أو FireWire من مصدر فيديو تناظري مثل VCR أو كاميرا فيديو تناظرية أو من كاميرا ويب.[36] لذلك لا يعرض ويندوز Explorer أيضًا معاينة كاميرا الويب. توصي Microsoft باستخدام برنامج يستند إلى DirectShow لالتقاط الفيديو أو دفقه من هذه المصادر.
- تمت إزالة برامج ترميز الفيديو القديمة لنظام التشغيل ويندوز وACM مثل Microsoft H.261 وH.263 وACELP.net وG.723.1. يتم إلغاء تنشيط Indeo Video بشكل افتراضي.
- لم يعد "إدارة الأجهزة" يسمح بعرض وتكوين خصائص برامج الترميز VCM وACM.
- تمت إزالة عامل تصفية مصدر ويندوز Media مما أدى إلى عدم إمكانية دفق ملفات خدمة رسائل الوسائط المتعددة(MMS) باستخدام تحرير الرسم البياني أو تطبيقات دايركت شو الأخرى.

## الإعداد والخدمة
- لم يعد من الممكن تثبيت نظام التشغيل ويندوز فيستا على وحدة تخزين بنظام الملفات جدول توزيع الملفات، على الرغم من أن قراءة وكتابة وحدات تخزين بيانات FAT لا تزال مدعومة.
- لا يمكن تثبيت الإصلاحات العاجلة/التحديثات في الوضع غير المراقب أثناء عرض شريط التقدم. لا يمكن تثبيت التحديثات إلا في الوضع الصامت غير المراقب. لا يتم دعم رمز التبديل /passive.
- نظرًا لتغييرات تصميم الإعداد من أجل تثبيت أسرع، فمن غير الممكن دمج حزم الخدمة أو الإصلاحات العاجلة في ملفات نظام التشغيل الأساسية كما كان ممكنًا مع أنظمة التشغيل ويندوز إكس بي وويندوز سيرفر2003 وويندوز 200. أصدرت مايكروسوفت وسائط قرصية محدثة لنظام التشغيل ويندوز فيستا تدمج حزمة الخدمة 1. ومع ذلك، تتوفر الوسائط المحدثة فقط لبعض عملاء المؤسسات ومشتركي MSDN والعملاء الجدد الذين يشترون نظام التشغيل بعد إصدار SP1 وهو غير متوفر لمستخدمي نظام التشغيل ويندوز فيستا قبل الإصدار SP1. وكبديل، يمكن استخدام مجموعة التثبيت الآلي لنظام التشغيلويندوز (WAIK) لتغيير الصورة.
- بسبب تغييرات تصميم الإعداد، ليس من الممكن إجراء عملية إعادة تثبيت إصلاح موضعي لنظام التشغيل ويندوز فيستا والإصدارات الأحدث عبر تثبيت موجود لنظام التشغيل ويندوز فيستا أو إصدار أحدث. يتم نقل أي بيانات موجودة إلى ويندوز.old، ويجب إعادة تثبيت مجلدات Users.old والبرامج المثبتة مسبقًا.
- يستخدم نظام التشغيل ويندوز فيستا مدير الحزم (Pkgmgr.exe) و ويندوز أبديت المثبت المستقل (Wusa.exe) لتثبيت تحديثات البرامج والإصلاحات العاجلة. ومع ذلك، فهي لا تدعم مفاتيح تبديل سطر الأوامر المختلفة مثلما فعل المثبت المستقل (Update.exe) الخاص بنظام التشغيل ويندوز إكس بي. الكثير من الوظائف من Update.exe مفقودة. على سبيل المثال، لا توجد طريقة لتخطي النسخ الاحتياطي لمعلومات إزالة التثبيت للإصلاحات العاجلة باستخدام رمز التبديل /nobackup أو /n. بما أن نظام التشغيل ويندوز فيستا لا يقوم بأي تنظيف لملفات نظام التشغيل في %Windir%\WinSxS للتحديثات التي تم استبدالها، فمن الممكن أن يزيد استخدام قرص هذا المجلد كثيرًا بمرور الوقت.
- لم يعد هناك شريط تقدم يظهر لكل تحديث فردي تم تنزيله في واجهة مستخدم ويندوز أبديت. لا يوجد سوى شريط التقدم الإجمالي. لم يعد ويندوز أبديت يعرض أيضًا تقدمًا تفصيليًا لعدد الميجابايت أو الكيلوبايت من التحديثات التي تم تنزيلها؛ فهو يعرض فقط الحجم الإجمالي والنسبة المئوية لاكتمال التقدم.

## نظام الملفات وبرامج التشغيل والذاكرة والأجهزة
- لم يعد مدير مهام ويندوز يعرض رسوم الالتزام القصوى. يعرض فقط رسوم الالتزام الحالية والحد الأقصى.
- يتم تعيين التثبيت اللاحق لسياسة توقيع برنامج التشغيل دائمًا على تحذير، مما يؤدي إلى إلغاء خياري التجاهل والحظر اللذين كانا متاحين في أنظمة التشغيل ويندوز سيرفر 2003، وويندوز إكس بي، وويندوز200.
- بالنسبة لأجهزة التوصيل والتشغيل التي يتم توصيلها بعد تثبيت نظام التشغيل ويندوز فيستا، لا يمكن الاختيار من قائمة برامج تشغيل الأجهزة المرحلية أو الموجودة على القرص المتوفرة في معالج العثور على أجهزة جديدة والذي يبدأ تشغيله تلقائيًا. يبحث معالج العثور على أجهزة جديدة تلقائيًا عن برنامج التشغيل ويفشل إذا لم يعثر على برنامج تشغيل في متجر برامج التشغيل أوويندوز أبديت. يسمح فقط معالج تحديث برنامج التشغيل الذي يمكن استدعاؤه من إدارة الأجهزة باختيار برنامج تشغيل يدويًا من القائمة.
- لم تعد ملحقات برنامج تشغيل نوافذ إدارة الأجهزة إلى WDM مدعومة.
- لم يعد من الممكن تثبيت برامج تشغيل الأجهزة ذات وضع نواة 64 بت غير الموقعة.
- لا تتوفر الإعدادات المتقدمة لأجهزة الماوس PS/2، مثل معدل العينة وطول المخزن المؤقت للإدخال والتهيئة السريعة، في خصائص الماوس في "إدارة الأجهزة".
- تمت إعادة كتابة الملفات دون اتصال (التخزين المؤقت من جانب العميل) بالكامل لنظام التشغيل Vista، مما أدى إلى إسقاط التوافق مع الإصدارات السابقة لتكوين التسجيل المدعوم من XP كما هو موضح في KB811660، وإسقاط دعم API لأدوات الدعم المتنوعة مثل CscCmd.exe وCacheMov.exe في العملية. علاوة على ذلك، إذا كانت ذاكرة التخزين المؤقت مشفرة (وفقًا للإعداد الافتراضي)، فلن يتمكن العديد من مستخدمي الجهاز من إتاحة نفس الملف دون الاتصال بالإنترنت، حيث يتم الآن تشفير ذاكرة التخزين المؤقت بواسطة EFS خاص بالمستخدم.
- لا يمكن ضبط الملفات غير المتصلة على المزامنة تلقائيًا عند تسجيل الخروج. تمت إزالة هذا لأسباب تتعلق بالأداء.
- مطلوب الآن الوصول على مستوى المسؤول وإعادة التشغيل لتوجيه الملفات المثبتة في ذاكرة التخزين المؤقت للملفات دون اتصال إلى موقع جديد بعد أي تغيير في مسار UNC إلى مشاركة عبر الشبكة.[37]
- لم تعد أجهزة الناقل التسلسلي العام (USB) تقوم بإيقاف تشغيل ضوء المؤشر الخاص بها بعد إزالتها بأمان باستخدام الرمز من منطقة الإعلام. يظل منفذ الناقل التسلسلي العام (USB) الذي تم توصيل الجهاز به ولكن تمت إزالته بأمان قيد التشغيل.

## التمهيد، إيقاف التشغيل، إدارة الطاقة
- لا يمكن ضبط إجراء البطارية المنخفضة لتشغيل برنامج خارجي بعد الآن.
- على الرغم من تحديث أصوات تنبيه انخفاض البطارية وإنذار البطارية الحرجة في نظام التشغيل ويندوز فيستا، إلا أن مقياس طاقة البطارية في نظام التشغيل يعرض فقط إشعارًا على الشاشة عندما تصل طاقة البطارية إلى مستوى منخفض أو حرج؛ استخدام هذه الأصوات محجوز لتطبيقات قياس البطارية التابعة لجهات خارجية. تنص مايكروسوفت أن هذا حسب التصميم.[38]
- تمت إزالة المعلومات التفصيلية للبطارية، مثل اسم البطارية ورقم المعرف الفريد ونوع الكيمياء ومعلومات الشركة المصنعة من خيارات الطاقة.
- لم تعد هناك واجهة مستخدم رسومية مدمجة لتكوين خيارات التمهيد. يجب استخدام أداة سطر الأوامر BCDEdit.exe.
- تمت إزالة ميزة ملفات تعريف أجهزة بدء التشغيل في خصائص النظام.
- على عكس الإصدارات السابقة من ويندوز، لا يعرض ويندوز فيستا مؤشر التقدم أثناء وضع الإسبات. تنص مايكروسوفتأن هذا حسب التصميم. يعرض نظام التشغيل ويندوز فيستا مؤشر تقدم بعد الاستئناف من وضع الإسبات، ولكنه عبارة عن شريط تقدم غير محدد بدلاً من شريط التقدم المحدد المستخدم في الإصدارات السابقة من ويندوز.
- على الرغم من أنه من الممكن تخصيص الإجراء الذي يتخذه ويندوزعند الضغط على زر الطاقة بالجهاز، إلا أنه لم يعد من الممكن ضبط خيارات الطاقة لسؤال المستخدم في كل مرة عن الإجراء الذي يجب اتخاذه عند الضغط عليه. لذلك، من غير الممكن تحديد إجراء طاقة مختلف في كل حالة.
- تمت إزالة قائمة إيقاف التشغيل من إدارة مهام ويندوز، وليس من قائمة ابدأ.
- لم تعد أداة سطر الأوامراغلق تعرض مؤقت العد التنازلي في الوقت الفعلي عندما يتم ضبط النظام على إيقاف التشغيل أو إعادة التشغيل في الوقت المناسب.
- تحدد أداة سطر أوامر shutdown خيار التأخير (-t) بـ 600 ثانية (10 دقائق).
- لم تعد خدمة مصدر الطاقة غير المنقطعة (UPS) التي تراقب UPS المتصل عبر منفذ COM متوفرة.

## تطبيقات وميزات ويندوز
استعادة النظام
- لم تعد ميزة "استعادة النظام" تدعم تكوين إعداداتها من خلال السجل.
- واجهة المستخدم الرسومية (GUI) لتكوين مساحة القرص المستخدمة لنقاط استعادة النظام غير متوفرة في نظام التشغيل ويندوز فيستا.
- لم يعد من الممكن تضمين أنواع الملفات والأدلة أو استبعادها من المراقبة بواسطة "استعادة النظام" عن طريق تحرير %windir%\system32\restore\Filelist.xml كما كان ممكنًا في نظام التشغيل ويندوز إكس بي. لم يعد هذا الملف موجودًا في نظام التشغيل ويندوز فيستا.

#### دعم
- على عكس NTBackup، لا يمكن تضمين أو استبعاد ملفات أو مجلدات معينة أثناء النسخ الاحتياطي باستخدام تطبيق النسخ الاحتياطي لنظام التشغيل ويندوز فيستا. يمكن أرشفة فئات أنواع الملفات فقط. ولهذا السبب، لا يمكن إجراء نسخ احتياطي للملفات الموجودة في مسار محدد أو موقع (مواقع) الشبكة.
- لا يدعم تطبيق النسخ الاحتياطي في نظام التشغيل ويندوز فيستا استخدام محركات الأشرطة لإجراء نسخ احتياطي للبيانات.
- في إصدار RTM لنظام التشغيل ويندوز فيستا، لم تتم أرشفة الملفات المشفرة باستخدام نظام تشفير الملفات (EFS) بواسطة تطبيق النسخ الاحتياطي لنظام التشغيل تمت إعادة هذه الميزة إلى حزمة الخدمة 1.
- لا يحتوي ويندوز فيستا دعمعلى كافة الميزات ومعلمات سطر الأوامر التي يدعمها NTBackup. كما أنه لا يدعم بت أرشيف NTFS وعمليات الاستعادة الدقيقة.

##### التشخيص والصيانة
- تمت إزالة معالج تنظيف القرص لضغط الملفات القديمة.
- تمت إزالة التمثيل الرسومي ومؤشر التقدم لعملية إلغاء التجزئة أو تحليلها من أداة إلغاء تجزئة القرص في نظام التشغيل ويندوز. لم يعد من الممكن إيقاف عملية إلغاء التجزئة مؤقتًا. علاوة على ذلك، في إصدار RTM لنظام التشغيل ويندوز فيستاليس من الممكن تحديد محركات أقراص فردية لإلغاء تجزئتها دون استخدام الأداة المساعدة لسطر الأوامر إلغاء التجزئة تزيل حزمة الخدمة 1 هذا القيد.
- لم تعد أداة إلغاء تجزئة القرص توفر تقرير تحليل يحتوي على معلومات وحدة التخزين مثل نظام ملفات وحدة التخزين وسعة التخزين والمساحة الحرة المتبقية والنسبة المئوية وحجم المجموعة وعدد الملفات المتجاورة. ومع ذلك، لا يزال من الممكن الوصول إلى هذه المعلومات من خلال الأداة المساعدة لسطر الأوامر defrag.exe.
- تمت إزالة مصحح أخطاء تطبيق الدكتور واتسون وأداة تحليل الأعطال. ومن المفترض أن يتم استبداله بلوحة تحكم تقارير المشكلات والحلول. ومع ذلك، وظيفتها مختلفة.
- تعرض أداة تشخيص دايركتر اكسالمعلومات فقط؛ لم يعد من الممكن اختبار الأجهزة ومكونات دايركت اكس المتنوعة.
- بعض رموز تبديل سطر الأوامر لمعلومات النظام (MSInfo32) غير مدعومة.

###### سياسة المجموعة
- العديد من سياسات المجموعة التي كانت قابلة للتطبيق على مكونات ويندوز إكس بي المختلفة لم تعد تنطبق على نظام التشغيل ويندوز فيستا المكافئ أو مكونات نظام التشغيل الأحدث بسبب تغيير التصميم. ولذلك، يتم فقد قدر كبير من قابلية التخصيص والوظائف التي أصبحت ممكنة بفضل العديد من نُهج المجموعة على نظام التشغيل XP في نظام التشغيل ويندوز فيستا والإصدارات الأحدث.
- لم تعد الأداة الإضافية "المجموعة الناتجة من النهج" تعرض المجموعة الكاملة لإعدادات "نهج المجموعة" التي تم تكوينها. يجب استخدام أداة سطر الأوامر gpresult.exe لعرض كافة الإعدادات.

###### الاتصال
- بسبب عزل الجلسة 0، تمت إزالة جلسة وحدة التحكم من خادم RDP وتمت إزالة مفتاح /وحدة التحكم المقابل من عميل RDP.
- تم إهمال مكونات الوصول إلى بيانات MDAC ويندوزالتالية: ODBC 16 بت، ومشغل قاعدة بيانات Jet وكائنات النسخ المتماثل الخاصة به (JRO)، وخدمات البيانات عن بعد (RDS)، ومكتبات شبكة أبل توك و بانيان فاينز SQL، وموفر OLE DB البسيط (MSDAOSP) وإعداد رخصة قاعدة البيانات المفتوحة (ODBC) ومحرك مؤشر رخصة قاعدة البيانات المفتوحة (ODBC) والاتصال عن بعد بواجهة OLE DB.

###### الفاكس والمسح الضوئي لنظام ويندوز
- تمت إزالة مكونات الفاكس (وحدة تحكم الفاكس ومعالجات الفاكس). يعتبر ويندوز فاكس و سكان هو البديل لهم، إلا أنه مضمن فقط في إصدارات ويندوز فيستا عمل والمؤسسات.
- على عكس ويندوز إكس بي Fax، لا يدعم ويندوز فاكس و سكان في نظام التشغيل ويندوز فيستا والإصدارات الأحدث معيار V.34bis الذي يسمح بسرعات نقل فاكس أعلى.
- لا يدعم الفاكس والمسح الضوئي لـ ويندوزالماسحات الضوئية TWAIN. وهو يدعم فقط الماسحات الضوئية WIA.
- لا يدعم الفاكس والمسح الضوئي لـ ويندوز النسخ/اللصق أو السحب والإفلات أو استيراد/تصدير رسائل الفاكس السابقة مثلما فعلت وحدة تحكم الفاكس الخاصة بنظام التشغيل ويندوز إكس بي.
- لا يسمح برنامج الفاكس والمسح الضوئي لـ ويندوز بتحديد اسم مستلم الفاكس إذا لم تتم إضافته كجهة اتصال في جهات اتصال ويندوز.

###### البريد الإلكتروني وجهات الاتصال

البريد الإلكتروني

- حظر المرسل غير متوفر في بريد ويندوزلمجموعات الأخبار؛ وهو متاح فقط للبريد الإلكتروني.
- القدرة على إرسال البريد الإلكتروني كنص عادي بدون لغة توصيف النص الفائق (HTML) إلى جهة اتصال محددة فقط غير متوفرة في جهات اتصال ويندوز.
- لا يمكن مشاركة جهات اتصال مايكروسوفت آوتلوك مع جهات اتصال ويندوز، بينما في نظام التشغيل ويندوز إكس بي، يسمح تكوين قيمة "استخدام آوتلوك" في السجل بمشاركة جهات اتصال آوتلوك مع دفتر عناوين ويندوز.

###### التصوير

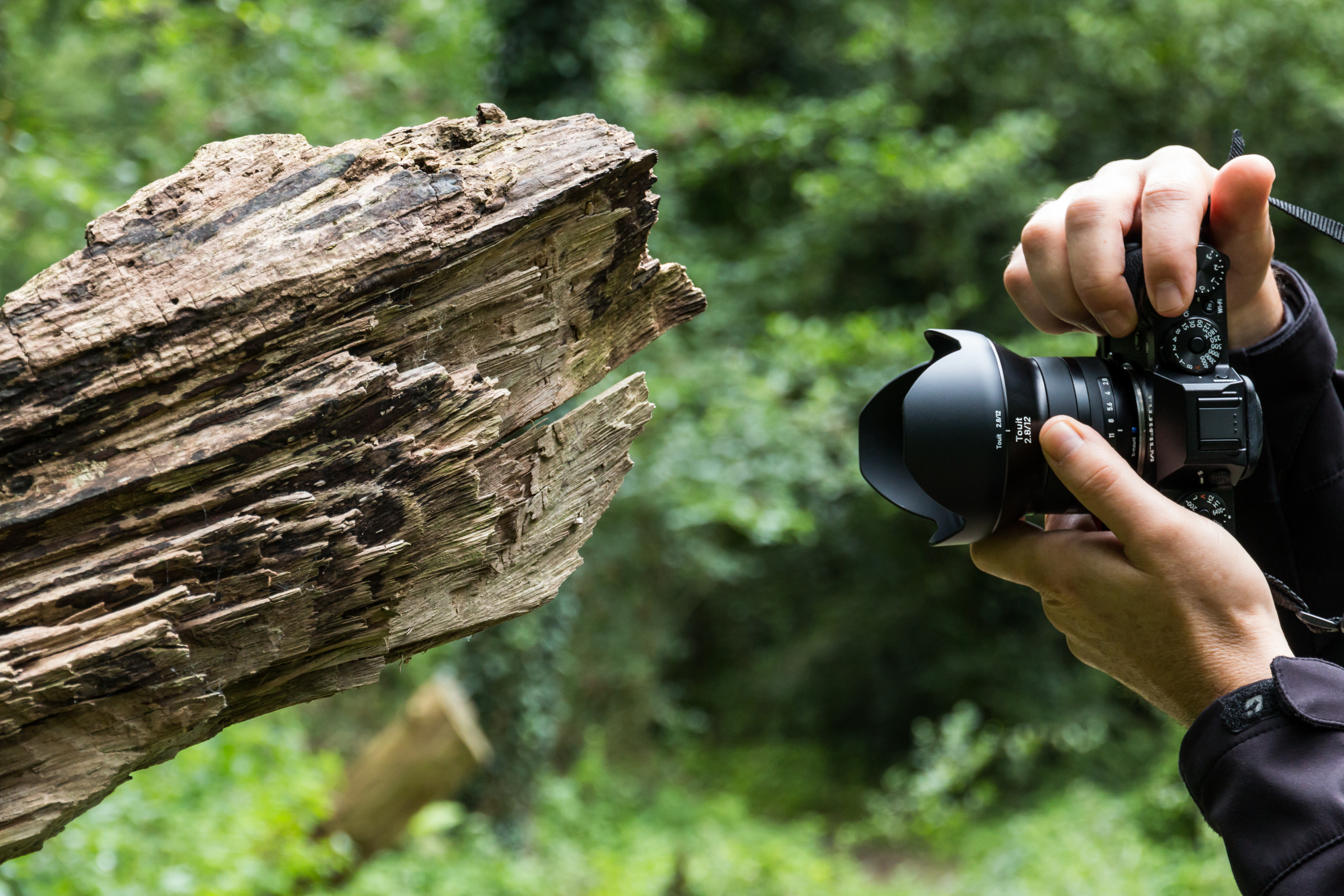
تصوير

- تمت إزالة بعض وظائف معالج نقل الصور من الكاميرا في معرض صور ويندوز مثل القدرة على اختيار الصور التي سيتم نقلها من الكاميرا كان على المستخدمين نسخ جميع الصور حتى لو تم تنزيلها مسبقًا. ومع ذلك، يتوفر السلوك السابق مع خيارات اختيار الصور وتنظيمها تلقائيًا في مجلدات في معرض صور ويندوز لايف. كما لا يزال بإمكان المستخدمين نسخ صور معينة يدويًا من الكاميرا عن طريق استكشاف الكاميرا المتصلة من ويندوز Explorer.
- لا يمكن طباعة صفحات مختارة من ملفات TIFF متعددة الصفحات من معرض صور ويندوز تتم طباعة كافة الصفحات.
- لا يمكن تحرير تعليقات TIFF التوضيحية أو إنشاؤها في معرض صور ويندوز أو معرض صور ويندوز لايف.
- دعم الرسوم المتحركة . تمت إزالة ملفات GIF في معرض صور ويندوز الذي حل محل عارض الصور والفاكس في ويندوز. يتم عرض الإطار الأول فقط من الرسوم المتحركة بتنسيق GIF في معرض صور ويندوز. لا تزال ملفات GIF المتحركة معروضة بشكل صحيح في إنترنت إكسبلور. تمت أيضًا إزالة دعم تنسيقات WMF وEMF من معرض صور ويندوز.

###### وكيل مايكروسوفت
- معاينة أحرف وكيل مايكروسوفت غير مدعومة في ورقة خصائص ملف شخصية الوكيل.
- لم يعد وكيل مايكروسوفت يدعم لغات متعددة لكل إصدار من ويندوز. ستكون لغة الوكيل دائمًا هي نفس لغة إصدار ويندوز.
- نظرًا لاستخدام وكيل مايكروسوفت لـ SAPI 5 لأحرف عاملبدلاً من SAPI 4، يتم تعطيل/تجاهل إعدادات درجة الصوت والسرعة للأحرف ما لم يتم استخدام علامات لغة التوصيف القابلة للتوسعة (XML) جديدة متوافقة مع SAPI 5.

###### مساعدة و دعم
- لا يحتوي محتوى التعليمات والدعم على فهرس.
- لم تعد "التعليمات والدعم" تدعم التنقل المزدوج.
- لا تتوفر خيارات المفضلة والمحفوظات والبحث المتقدم من مركز التعليمات والدعم لنظام التشغيل ويندوز إكس بي في تعليمات نظام التشغيلويندوز فيستا. لا يمكن مشاركة محتوى التعليمات وتثبيته من وإلى أجهزة كمبيوتر أخرى تعمل بنظام التشغيل ويندوز أو تثبيت التعليمات أو التبديل إليها لأنظمة تشغيل أخرى.
- دعم مدمج لـ 32 بت . تمت إزالة تنسيق تعليمات HLP (WinHelp) لتثبيط مطوري البرامج من استخدام التنسيق القديم وتشجيع استخدام تنسيقات تعليمات 32 بت الأحدث مثل Compiled لغة توصيف النص الفائق (HTML) Help. عند بدء تشغيل تطبيق يستخدم الإصدار 32 بت . HLP، سيعرض ويندوز تحذيرًا يفيد بأن التنسيق لم يعد مدعومًا. العارض للمشاهدة . تتوفر ملفات HLP من مركز التنزيل لـ مايكروسوفت، ولكن تم تعطيل بعض الميزات الموجودة في الإصدارات السابقة. دعم 16 بت . يبقى تنسيق HLP.
- لا تتوفر المساعدة الحساسة للسياق في نظام التشغيل ويندوز فيستا، نظرًا لأنها كانت تعتمد على WinHelp. على الرغم من أن تقنية تعليمات لغة توصيف النص الفائق (HTML) تدعم أيضًا المساعدة الحساسة للسياق (بما في ذلك تعليمات ما هذا)، إلا أن مربعات حوار ويندوز فيستا تزيل الزر "ما هذا" والسياق الحساس ووظيفة التعليمات "ما هذا".

###### ميزات أخرى
- البرنامج النصيPW. تتم إزالة كائن أتمتة كلمة المرور COM لإخفاء كلمات المرور من سطر الأوامر.
- لم يعد بإمكان مسجل الصوت في نظام التشغيل ويندوز فيستا فتح الملفات الصوتية. علاوة على ذلك، لا يمكن حفظه بتنسيق WAV بدون فقدان (غير مضغوط) عند التشغيل دون استخدام أي مفاتيح بدلاً من ذلك، يتم حفظه بتنسيق WMA بمعدل 96 كيلوبت/ثانية. فقط إصدار مسجل الصوت من إصدارات N لنظام التشغيل ويندوز فيستا يقوم بحفظ الصوت بتنسيق WAV بشكل افتراضي. تمت أيضًا إزالة جميع ميزات معالجة الصوت الأساسية مثل تحويل التنسيق وتحويل معدل العينة وإضافة الصدى وعكس الصوت وتغيير مستوى الصوت وسرعة التشغيل وتقسيم الصوت وإدراجه ومزجه. تم استبدال العرض الرسومي لطيف الموجة الصوتية بمقياس المستوى.
- تمت إزالة دعم مستندات مايكروسوفت وورد (DOC) من برنامج دفتر البرمجة (WordPad)، وتمت إضافة الدعم الجزئي لتنسيق DOCX الأحدث المستند إلى فس أوبن إكس إم إل (XML) مع ميزات محدودة لاحقًا في نظام التشغيل ويندوز 7 والإصدارات الأحدث. توصي مايكروسوفت باستخدام برنامج عارض الكلمات الذي يمكن تنزيله مجانًا لعرض هذه المستندات.
- تمت إزالة يونيكود طريقة ادخال (IME). تم تضمينه مرة أخرى في ويندوز 7.
- لم يتم تضمين عارض الحافظة.
- تمت إزالة لعبة الطاولة على الإنترنت، وقلوب الإنترنت (يجب عدم الخلط بينها وبين القلوب)، وإنترنت ريفيرسي، وإنترنت بستوني، ولعبة ضامة على الإنترنت. على الرغم من إمكانية تشغيلها مجانًا عبر الإنترنت على ألعاب ام اس ان، إلا أنها تتطلب الآن تسجيل الدخول إلى هوية مستخدم ويندوز لايف. عادت لعبة الطاولة على الإنترنت والبستوني والداما إلى نظام التشغيل ويندوز 7 ولكن أُزيلت مرة أخرى في نظام التشغيل ويندوز 8. تمت أيضًا إزالة الكرة والدبابيس.
- لم تعد المفاتيح التسلسلية، وهي إحدى ميزات إمكانية الوصول لأجهزة الاتصال المعززة، مدعومة.
- العديد من شاشات التوقف المقدمة في الإصدارات السابقة من ويندوز غير مضمنة في ويندوز فيستا.
  - تم استبدال شاشة توقف عرض شرائح الصور الخاصة بي بشاشة توقف الصور.
  - تمت إضافة شاشة توقف مختلفة باسم "Mystify" (يجب عدم الخلط بينها وبين شاشة التوقف "Mystify" السابقة) في نظام التشغيل ويندوز فيستا.

## الشبكات
- لا يدعم بروتوكول SMB 2، بخلاف SMBv1، تحديد ما إذا كان الملف الموجود على وحدة تخزين بعيدة عبارة عن رابط ثابت أم لا.
- لم يعد هناك رمز منطقة إعلام لاتصالات إيثرنتوالوصول السريع لتمكينها/تعطيلها/إصلاحها، أو عرض حالتها وخصائصها.
- لم يعد نظام التشغيل ويندوز فيستا يقوم تلقائيًا بإنشاء اختصارات لمشاركات الشبكة التي تمت زيارتها مسبقًا في مستكشف الشبكة الذي يحل محل "مواضع شبكة الاتصال".
- لا يوجد إشعار بالون عند اتصال اتصال جديد أو عندما تكون المحولات السلكية أو اللاسلكية محدودة الاتصال أو معدومة.
- لم يعد من الممكن إجراء نفق IPsec عندما يكون الكمبيوتر خلف جهاز NAT.
- إن ميزة خدمات التزويد اللاسلكي لتكوين نقاط الاتصال اللاسلكية تلقائيًا عن طريق تنزيل ملفات XML التي يوفرها موفرو خدمة الإنترنت اللاسلكي (WISPs) غير مدعومة. جلسات الصوت (الصوتية) وإرسال الدعوات عبر ميلتو: غير مدعومة في المساعدة عن بعد لـ مستكشف الشبكة.
- تم استبدال وظيفة "الإصلاح" بنقرة واحدة لتنفيذ سلسلة من الخطوات التي تعمل على إعادة تعيين اتصال الشبكة بسرعة بميزة تشخيصات الشبكة التي تحاول إجراء استكشاف الأخطاء وإصلاحها وتقديم الاقتراحات.
- لا يتم تضمين عميل مجلدات الويب بشكل افتراضي في أي إصدار لصالح معيد التوجيه WebDAV المصغر. وهو غير متوفر لإصدارات 64 بت.
- لا تظهر أجهزة UPnP IGD في اتصالات الشبكة أو في منطقة الإعلام. لا تتوفر معلومات الحالة وإحصائيات الاتصال عبر بوابة الإنترنت كما يمكن عرضها في نظام التشغيل ويندوز إكس بي. يمكن إعداد تعيينات منفذ NAT من خصائص جهاز البوابة -> الإعدادات في مستكشف الشبكة.
- تمت إزالة معالج إعداد الشبكة ومعالج إعداد الشبكة اللاسلكية. يستخدم نظام التشغيل ويندوز فيستا نموذج المضيف القوي للتواصل، بدلاً من نموذج المضيف الضعيف الذي تستخدمه كافة إصدارات مستكشف الشبكة السابقة.
- يمكن لنموذج المضيف الضعيف قبول حزم البث الأحادي الموجهة محليًا من أي شبكة ونقلها إلى واجهات أخرى على تلك الشبكة. في إعداد شبكة متعددة طرق الاتصال، يمكن لنموذج مضيف قوي أن يحد كثيرًا من الاتصال على الرغم من أنه يعمل على تحسين الأمان ضد هجمات الشبكة المستندة إلى منازل متعددة. رمز واحد في منطقة الإعلام (علبة النظام) يمثل اتصال الشبكة من خلال جميع محولات الشبكة و/أو بوابات الإنترنت، سواء كانت سلكية أو لاسلكية ولجميع أنواع الاتصالات المختلفة.
- لا يمكن تعيين أيقونات حالة الاتصال الفردية على شريط المهام أو إخفاء بعض أو كل أيقونات الشبكة تمامًا. تمت إزالة القدرة على الاتصال تلقائيًا بالشبكات اللاسلكية غير المفضلة المتوفرة في النطاق والشبكات اللاسلكية المخصصة لأسباب أمنية. ولا يمكن أيضًا حفظ ملف تعريف الشبكة الخاص باتصال لاسلكي مخصص إذا تم إنشاء/بدء الاتصال بواسطة كمبيوتر آخر.
- إن تغيير مفتاح التسجيل KeepRasConnections ليظل متصلاً بعد تسجيل الخروج من عميل RAS غير مدعوم في نظام التشغيل ويندوز فيستا.
- ميزة الاتصال المباشر بالكبل غير مدعومة في نظام التشغيل ويندوز فيستا.
- على عكس مايكروسوفت أوتلوك إكسبريس، لا يدعم بريد ويندوز بريد HTTP عبر بروتوكول WebDAV (الذي تستخدمه حسابات هوتميل الأقدم وياهوالبريد) ومع ذلك، يدعم بريد ويندوز لايف WebDAV.
- على عكس مايكروسوفت أوتلوك إكسبريس، لا يسمح بريد ويندوز للمستخدمين بتبديل الهويات أو إدارة هويات متعددة ضمن مثيل واحد قيد التشغيل للبرنامج. بدلاً من ذلك، أصبحت الهويات الآن مرتبطة
- بحساب المستخدم ولإنشاء مستخدمين أو هويات إضافية، يجب إنشاء حساب مستخدم جديد.
- تمت إزالة بروتوكول نقل البريد البسيط (SMTP) وخوادم POP3 من مكون IIS في نظام التشغيل ويندوز فيستا. تمت إزالة بعض أدوات سطر الأوامر الأخرى المستخدمة بشكل أساسي للاتصال بالأنظمة المستندة إلى يونكس من التثبيت الافتراضي.
- لا يزال النظام الفرعي للتطبيقات المستندة إلى Unix (SUA) (المعروف سابقًا باسم ويدوز سيرفير فور يونكس) يوفرها كمكون اختياري.

### مكونات الشبكات القديمة
- لم يعد غوفر (بروتوكول) مدعومًا.
- لم تعد خدمة ويندوز ماسنجر وخدمة التنبيه متوفرة.
- تمت إزالة البروتوكولات المستخدمة نادرًا مثل بروتوكول تخصيص عرض النطاق الترددي ودعم X.25 لـ SLIP. تتم ترقية اتصالات SLIP تلقائيًا لاستخدام PPP.
- لم تعد بروتوكولات SPAP وEAP-MD5-CHAP وMS-CHAP v1 مدعومة للاتصالات المستندة إلى PPP، لصالح MS-CHAP v2.
- لم يعد بروتوكول النقل المتوافق مع NWLink IPX/SPX / NetBIOS مدعومًا.
- تمت إزالة وضع النقل غير المتزامن (ATM).
- لم يعد بروتوكول NetBEUI مدعومًا.
- تمت إزالة خدمة موفر دعم أمان مدير NT LAN لصالح بروتوكول مصادقة كيربيروس الأحدث.

## الميزات القديمة والتغييرات الأخرى
- لم يتم تضمين أداة حزم الكائنات، وهي أداة قديمة لتعبئة الكائنات غير OLE وتضمينها ربطها داخل كائنات OLE ومع ذلك، لا يزال من الممكن إدراج الكائنات في تطبيقات OLE مثل الدفتر.
- تمت إزالة مدير البرنامج تماما. في السابق، في ويندوز إكس بي حزمة الخدمة 2، لم يكن تشغيل الملف القابل للتنفيذ يؤدي إلى تشغيله (كان يعمل فقط بمثابة كعب توافق لمستكشف ويندوز) ولكنه كان يحتوي على العديد من الرموز القديمة التي يعود تاريخها إلىويندوز 3.1 اكس.
- معالج النشر على ويب لم يعد متوفراً.
- لم يعد معالج تنظيف سطح المكتب متوفرًا.
- تمت إزالة ألوان سمة ويندوز كلاسك (الطوب والباذنجان واليوم الممطر والقمح واليقطين وما إلى ذلك).
- تمت إزالة خريطة العالم الرسومية من علامة التبويب "المنطقة الزمنية" في إعداد لوحة تحكم التاريخ والوقت في نظام التشغيل ويندوز فيستا.
- لم تعد القدرة على تثبيت حزم الخدمة بشكل تراكمي متوفرة في نظام التشغيل ويندوز فيستا Sحزمة الخدمة 2 حيث أنها تتطلب تثبيت حزمة الخدمة1 على الأقل أولاً ومع ذلك لا يزال التدفق التراكمي ممكنًا ومدعومًا.
- يلزم دعم BIOS للوحة الأم للتكوين المتقدم وواجهة الطاقة (ACPI) لنظام التشغيل ويندوز فيستا ونتيجة لذلك، فإن اللوحات الأم القديمة التي تدعم إدارة الطاقة المتقدمة فقط لا تعمل حيث تم إسقاط الدعم لـ HALs التالية: "الكمبيوتر القياسي" و"الكمبيوتر أحادي المعالج MPS" و"الكمبيوتر متعدد المعالجات MPS".
- يُفضل استخدام ACPI 2.0 أو الأحدث، نظرًا لأن دعم نظام التشغيل ويندوز فيستا لتقنيات مثل تقنية توفير الطاقة Cool'n'Quiet من AMD معطل على اللوحات الأم التي تم تمكين ACPI 1.0 عليها.
- تتضمن تقنيات الأجهزة "القديمة" الأخرى التي لم تعد مدعومة ما يلي: نواقل EISA، ومنافذ الألعاب، و MPU-401، ومعالجات AMD K6/2+ المحمولة، وموبايل بنتيوم 2 وموبايل بنتيوم 3 خطوة سرعة، ووحدات UPS المستندة إلى منفذ COM يتم تعطيل ISAPnP بشكل افتراضي.